# こじし座46番星
こじし座46番星 (46 LMi) は、こじし座で最も明るい恒星である。

## 名称
1801年のボーデのカタログから、こじし座O星と呼ばれることもある。ヨハネス・ヘヴェリウスがこじし座を創作して約150年後の1845年、フランシス・ベイリーは、著書 British Association Catalogue の中で、こじし座で2番目に明るい星に「こじし座β星」と命名したが、最も明るいこの星に対しては「こじし座α星」と名付けなかった。
ラテン語で「チーフ」という意味のプラエキプア (Praecipua) という固有名を持つ。リチャード・ヒンクリー・アレンは、著書 Star Names, Their Lore and Meaningの中で、「ヨハネス・ヘヴェリウスによってこじし座で最も明るい星にこの名前が付けられ、後にジュゼッペ・ピアッツィが46番星の名前とした」と紹介した。その結果、プラエキプアは46番星の固有名として世に知られることとなったが、実際にはヘヴェリウスの著書にこの名前は見られず、またピアッツィが「プラエキプア」と名付けたのはこじし座37番星であったとされる。2017年6月30日、国際天文学連合の恒星の固有名に関するワーキンググループは、Praecipua をこじし座46番星の固有名として正式に承認した。
中国では「紫微垣のうち、星官の勢の4番目の星」という意味で「勢四」と呼ばれる。